# 17-я воздушная армия (СССР)
17-я возду́шная а́рмия (17 ВА) — оперативное объединение Военно-Воздушных сил Вооружённых сил СССР, сформированное во время Великой Отечественной войны. Сформирована 15 ноября 1942 года на базе ВВС Юго-западного фронта.

## История наименований
- ВВС Юго-Западного фронта 2-го формирования (06.11.1942 — 16.11.1942)[1];
- 17-я воздушная армия (16.11.1942)[1][2]
- 69-я воздушная армия (с 10.01.1949 г.)[2]
- ВВС Киевского военного округа (с апреля 1964 года)[2]
- 69-я воздушная армия (с 04.04.1968 г.)[2]
- 17-я воздушная армия (с 24 марта 1972 года)[2][3]
- ВВС Киевского военного округа (с июня 1980 года)[2]
- 17-я воздушная армия (с мая 1988 года)[2]
- 17-я воздушная армия Украины (с 1 января 1992 года).

## Боевой путь
Воздушная армия формировалась изначально как ВВС Юго-Западного фронта директивой ВВС КА от 23.10.1942 г. № 340884/сс, которой предписывалось сформировать ВВС Юго-Западного фронта к 1 ноября 1942 года с дислокацией Ново-Анненская. Согласно директиве армия комплектовалась полками из состава 2-й воздушной армии Воронежского фронта и районами авиационного базирования Донского фронта. 6 ноября 1942 года 2-я воздушная армия вошла в оперативное подчинение командующего ВВС Юго-Западного фронта. 16 ноября 1942 года ВВС Юго-Западного фронта переименованы в 17-ю воздушную армию шифровкой заместителя наркома № 17/628 от 16.11.1942 г. Приказом № 012 от 27.11.1942 г. все части и соединения ВВС Юго-Западного фронта переданы в состав вновь сформированной 17-й воздушной армии.
К декабрю 1942 года включала в свой состав 447 боевых самолётов..
Боевой путь 17-я воздушная армия начала с Битвы за Сталинград, где вместе с другими частями фронта вела успешные боевые действия против противника — в частности, успешно выполняла воздушную блокаду окружённой группы немецких войск. В январе 1943 года принимала участие в Острогожско-Россошанской наступательной операции и во встречных боях. Параллельно с боевыми вылетами, части армии использовались в организации обеспечения наземных войск топливом и боеприпасами. Весной в состав, вместо убывших частей, был включён 9-й смешанный авиакорпус. После этого армия имела в своём составе 715 самолётов. Участвовала в воздушной операции по уничтожению немецкой авиации на аэродромах в мае 1943 года.
Принимала участие в Курской битве, действуя вместе с частями Воронежского фронта. В августе участвовала в боях на правобережной Украине, к западу от Харькова. Поддерживала наземные войска в Донбасской операции. Осенью поддерживала освобождение Южной Украины и сыграла значительную роль в срыве плана германского командования по разрушению дамбы Днепрогэса. Весной 1944 года части 17-й воздушной армии принимали участие в боях за освобождение Одессы.
Следующим важным пунктом боевого пути является участие в Яссо-Кишинёвской наступательной операции (август 1944 года), в ходе которой от немецких войск были освобождены территории Молдавии и Румынии. После этого армия участвовала в освобождении Болгарии, Югославии, Венгрии, Австрии (Венская и Грацко-Амштеттенская операции). Помимо освобождения этих стран от немецких захватчиков, 17-я воздушная армия внесла значительный вклад в формирование и становление двух авиационных дивизий югославских ВВС, и в целом — в развитие отношений между СССР и Югославией.
В конце войны армия принимала участие в боях на территории Венгрии и Австрии, закончив свой путь в Чехословакии.
Воздушная армия в годы войны прошла славный боевой путь. Летчики совершили 532 тысячи боевых вылетов, сбросили на войска и боевую технику врага 32 тысячи тонн авиационных бомб. В воздушных боях и на аэродромах уничтожили 4759 вражеских самолётов, разбили и сожгли 3448 танков и самоходных установок, 39 698 автомашин с войсками и грузами, 3120 орудий полевой артиллерии, 5609 железнодорожных вагонов, 1052 склада с боеприпасами и горючим, 108 мостов и переправ, рассеяли и частично уничтожили до 155 тысяч солдат и офицеров противника.
Верховный Главнокомандующий тридцать два раза объявлял благодарность личному составу 17-й воздушной армии. Более 220 воинов были удостоены высокого звания Героя Советского Союза, а 6 летчиков стали дважды Героями Советского Союза.
В 1992 году, после распада СССР была передана Вооружённым силам Украины.

## В действующей армии
Армия состояла в действующей армии во время Великой Отечественной войны:
- с 15 ноября 1942 года по 9 мая 1945 года

## Подчинение
| Дата          | Фронт (округ)            | Примечание                                        |
| ------------- | ------------------------ | ------------------------------------------------- |
| 15.11.1942 г. | Юго-Западный фронт       |                                                   |
| 20.10.1943 г. | 3-й Украинский фронт     |                                                   |
| 10.06.1945 г. | Южная группа войск       |                                                   |
| 01.07.1946 г. | Центральная группа войск |                                                   |
| 1947 г.       | Киевский военный округ   |                                                   |
| 01.01.1992    | Украина                  | перешла под юрисдикцию Украины после распада СССР |

## Участие в сражениях и битвах
- Сталинградская битва
  - Среднедонская наступательная операция
- Донбасская операция (1943)
- Курская битва
- Березнеговато-Снигирёвская операция
- Одесская наступательная операция
- Ясско-Кишинёвская операция
- Будапештская операция
- Балатонская оборонительная операция
- Венская операция

## Базирование
В период Великой Отечественной войны в составе Юго-Западного фронта, впоследствии переименованного в 3-й Украинский фронт.
- 1945—1947 гг. — Бухарест, Румыния.
- 1947—1992 гг. — Киев и Киевская область, Украинская ССР.

## Командный состав

### Командующие армией
- Генерал-лейтенант авиации Степан Акимович Красовский 15.11.1942 — 26.03.1943 г.
- Генерал-лейтенант авиации Владимир Александрович Судец[9] 03.1943 — 02.04.1946
- Генерал-полковник авиации Сергей Кондратьевич Горюнов 05.1946 — 04.1949
- Генерал-лейтенант авиации Василий Георгиевич Рязанов 04.1949 — 07.1951
- Генерал-полковник авиации Сергей Кондратьевич Горюнов 08.1951 — 08.1956
- Генерал-лейтенант авиации Дмитрий Павлович Галунов 08.1956 — 10.1959
- Генерал-полковник авиации Василий Николаевич Бибиков 10.1959 — 12.1960
- Генерал-лейтенант авиации Василий Артёмович Колесник 12.1960 — 04.1968
- Генерал-полковник авиации Николай Михайлович Скоморохов 04.1968 — 08.1973
- Генерал-полковник авиации Александр Петрович Андреев 08.1973 — 12.1979
- Генерал-полковник авиации Валентин Епифанович Панькин 12.1979 — 03.1985
- Генерал-лейтенант авиации Николай Петрович Крюков 10.1985 — 09.1990
- Генерал-лейтенант авиации Константин Петрович Морозов 09.1990 — 09.1991
- Генерал-майор авиации Анатолий Иванович Басов 12.1991 — 02.1992

#### Заместители командующего
- Генерал-майор (с 1944 — генерал-лейтенант) Златоцветов, (Гольдфарб) Авраам Ефимович 11.1942 — 07.1944, 09-10.1944.
- Генерал-лейтенант авиации Ступин, Павел Михайлович (на сентябрь 1944 - зам.командующего по тылу)[10]

### Начальники штаба
- Полковник Константин Иванович Тельнов 10.1942 — 08.1943
- генерал-майор авиации Николай Георгиевич Селезнёв 17.02 — 21.06.1943
- генерал-майор авиации, с 19.04.1945 генерал-лейтенант авиации  Николай Михайлович Корсаков 22.06.1943 — __.07.1945

### Члены Военного Совета
- генерал-майор Толмачёв, Виктор Николаевич

### Начальники связи
- генерал-майор Морозов, Дмитрий Николаевич[11]

## Состав
В состав 17-й воздушной Краснознамённой армии в разное время входили:
- 1-й смешанный авиационный корпус
- 3-й смешанный авиационный корпус
- 9-й смешанный авиационный корпус
- 189-я штурмовая авиационная дивизия
- 221-я бомбардировочная авиационная дивизия
- 244-я бомбардировочная авиационная дивизия
- 262-я ночная бомбардировочная авиационная дивизия: командир - генерал-майор авиации Белицкий, Геннадий Иванович
- 282-я истребительная авиационная дивизия
- 288-я истребительная авиационная дивизия
- 17-й отдельный учебно-тренировочный полк

По состоянию на 9 мая 1945 года в состав 17-й воздушной Краснознамённой армии входили:
- 10-й штурмовой авиационный корпус
  - 136-я штурмовая авиационная дивизия
  - 306-я штурмовая авиационная дивизия
- 244-я бомбардировочная авиационная дивизия
- 189-я штурмовая авиационная дивизия
- 194-я истребительная авиационная дивизия
- 288-я истребительная авиационная дивизия
- 295-я истребительная авиационная дивизия
- 262-я Лозовская Краснознамённая ордена Кутузова II степени ночная бомбардировочная авиационная дивизия
- 26-й отдельный полк связи
- 39-й отдельный разведывательный авиационный полк
- 96-й отдельный корректировочно-разведывательный авиационный полк
- 227-й транспортный авиационный полк
- 282-й авиационный полк связи (282-й апс)
- 403-я отдельная авиационная эскадрилья связи

С 10 июня 1945 года в связи с переименованием 3-го Украинского фронта в Южную группу войск была сформирована новая организационно-штатная структура 17-й воздушной армии, в состав которой вошли соединения и части 5-й воздушной армии.
На середину 1945 года:
- 3-й гвардейский штурмовой Смоленско-Будапештский Краснознамённый авиационный корпус (Арад, Румыния) в составе (вошёл в состав армии с 10 июня)[18]:
  - 7-я гвардейская штурмовая Дебреценская Краснознамённая авиационная дивизия (Арад, Румыния)[18]
  - 12-я гвардейская штурмовая авиационная дивизия (район Лугош — Тимишоара, Румыния)[18]
- 10-й штурмовой авиационный корпус (Бухарест, Румыния) в составе:
  - 136-я штурмовая авиационная дивизия (Бузэу, Румыния)
  - 189-я штурмовая авиационная дивизия (Плоешти, Румыния)
  - 306-я штурмовая авиационная дивизия (Брашов, Болгария)
- 3-й гвардейский истребительный авиационный корпус (Пловдив, Болгария) в составе[18]:
  - 13-я гвардейская истребительная авиационная дивизия (София. Болгария)
  - 14-я гвардейская истребительная авиационная дивизия (Пловдив. Болгария)
  - 194-я истребительная авиационная дивизия (Нова Загора, Болгария)
  - 288-я истребительная авиационная дивизия (район Крайова-Каракал-Рашиори де Веде, Румыния)
  - 295-я истребительная авиационная дивизия (Бухарест, Румыния)
- 3-я гвардейская истребительная авиационная дивизия[18]
- 244-я бомбардировочная авиационная дивизия (Фокшаны, Текучи, Румыния)
- 262-я ночная бомбардировочная авиационная дивизия (Варна, Балчик, Новоградец, Болгария)
- 26-й отдельный полк связи
- 39-й отдельный разведывательный авиационный полк (Добрич, Болгария)
- 96-й отдельный корректировочно-разведывательный авиационный полк
- 227-й транспортный авиационный полк
- 282-й авиационный полк связи

В связи с сокращением численности войск и проведением реорганизации в конце 1945 г.- начале 1946 г. к середине 1946 года в состав армии входили:
- 3-й гвардейский штурмовой Смоленско-Будапештский Краснознамённый авиационный корпус (Арад, Румыния) в составе:
  - 7-я гвардейская штурмовая Дебреценская Краснознамённая авиационная дивизия (Арад, Румыния)
  - 12-я гвардейская штурмовая авиационная дивизия (Румыния)
- 3-й гвардейский истребительный авиационный корпус (Пловдив. Болгария) в составе:
  - 13-я гвардейская истребительная авиационная дивизия (Пловдив. Болгария)
  - 14-я гвардейская истребительная авиационная дивизия (Пловдив. Болгария)
  - 288-я истребительная авиационная дивизия
- 244-я бомбардировочная авиационная дивизия (Брасов, Румыния)
- 39-й отдельный разведывательный авиационный полк (Добрич, Болгария)
- 96-й отдельный корректировочно-разведывательный авиационный полк
- 227-й транспортный авиационный полк

## Память
- В учебно-воспитательном комплексе № 90 г. Одессы создан Музей боевой славы 17-й воздушной армии[19]. Музей насчитывает более тысячи экспонатов. Здесь собраны личные вещи лётчиков армии, фотографии, литература. Особое место занимают капсулы с землёй городов, которым присвоено звание «Город-герой». Много лет хранителем музея на общественных началах является учитель истории Татьяна Борисовна Рапай.
- На Аллее Славы в Одессе похоронены лётчики 17-й ВА Н. Ф. Краснов, В. В. Микрюков, И. С. Улитин, В. К. Чугунов[20].
- Бывший командир эскадрильи 237-го штурмового авиаполка 305-й штурмовой авиадивизии 17-й ВА, Герой Советского Союза, генерал-майор Григорий Прокофьевич Жученко удостоен звания «Почётный гражданина Города-героя Одесса»[21].
- В школе № 1576 города Москвы (ГБОУ города Москвы «Школа № 1576») создан Музей «Боевой Славы 861-го бомбардировочного авиационного полка» 244-й бомбардировочной авиационной Лозовской Краснознамённой ордена Богдана Хмельницкого дивизии[22].